# 馬廠駅
馬廠駅（ばしょうえき）は、中華人民共和国湖南省長沙市開福区にある長沙地下鉄1号線の駅である。

## 駅構造
- 島式ホーム1面

## 駅周辺
- 福元路大橋
- 湘江世紀城
- 万国城
- 万科城
- 珠江花城
- 英祥春天